# Margaret Howe (squash)
Pour les articles homonymes, voir Howe.
Margaret Allen Howe, née le 2 mai 1897 à Greenfield et morte le 16 novembre 1989 à Nantucket, est une joueuse de squash représentant les États-Unis. Elle est championne des États-Unis à 3 reprises entre 1929 et 1934. En 2003, elle est intronisée au Temple de la renommée du squash américain.

## Biographie
Margaret Howe se marie avec le général William F. Howe, qui l'encourage à jouer et elle joue sous le nom de Mrs. William F. Howe. Elle est la mère des jumelles Betty Constable et Peggy White, également joueuses de squash et championnes des États-Unis et de William F. "Bill" Howe, un joueur de baseball de l'université Yale, All-American en 1947. La Howe Cup, un prix prestigieux en squash féminin américain, porte le nom de la famille.
Elle et son mari vivent à Nantucket après qu'il a pris sa retraite en 1948. Margaret Howe est morte à Nantucket en décembre 1989 et enterrée avec son mari au vieux cimetière du Nord.

## Palmarès

### Titres
- Championnats des États-Unis : 3 titres (1929, 1932, 1934)